# 內斯特河
內斯特河（法語：Neste，法語發音：[nɛst]）是法國的河流，位於該國北部，屬於加龍河的左支流，河道全長73公里，流域面積906平方公里，平均流量每秒13立方米，發源自圣拉里-苏朗，河口處在蒙雷若。

## 外部連結
- http://www.geoportail.fr（页面存档备份，存于）
- Sandre数据库中的内斯特河